# 津头街道
津头街道，是中华人民共和国广西壮族自治区南宁市青秀区下辖的一个乡镇级行政单位。

## 行政区划
津头街道下辖以下地区：
滨湖社区、大板三社区、南湖小区社区、金浦社区、埌西社区、金洲社区、凤岭南社区、秀山社区、桂雅社区、铜鼓岭社区、埌西村、麻村和南湖村。